# Marsgöl
Marsgöl är en sjö i Västerviks kommun i Småland och ingår i Marströmmens huvudavrinningsområde. Sjöns area är 0,05 kvadratkilometer och den befinner sig 42 meter över havet.